# Gorzków (powiat kazimierski)
Gorzków – wieś w Polsce położona w województwie świętokrzyskim, w powiecie kazimierskim, w gminie Kazimierza Wielka.
| SIMC    | Nazwa            | Rodzaj    |
| ------- | ---------------- | --------- |
| 0241560 | Łany Gorzkowskie | część wsi |
| 0241577 | Szewska          | część wsi |

W latach 1975–1998 miejscowość należała administracyjnie do województwa kieleckiego.
We wsi znajduje się parafia z drewnianym kościołem pw. Świętej Małgorzaty z 1758 r.
8 czerwca 2008 r. w Gorzkowie odbyły się uroczystości jubileuszowe z okazji 250-lecia świątyni z udziałem biskupa kieleckiego Kazimierza Ryczana.
Z Gorzkowa pochodził Mikołaj z Gorzkowa herbu Gierałt – zmarły w 1414 biskup wileński, trzeci w historii rektor uniwersytetu w Krakowie.
W miejscowości działa klub piłki nożnej, Jawornik Gorzków, założony w 2001 roku.
W Gorzkowie urodził się Władysław Kielian, poseł na Sejm i działacz NSZZ „Solidarność”. 

## Zabytki
Kościół drewniany pw. św. Małgorzaty z 1758 r. oraz drewniana dzwonnica z 1760 r., wpisane do rejestru zabytków nieruchomych (nr rej.: A.189/1-2 z 12.01.1957 i z 15.02.1967).